# 阿尔乔莫夫卡河
阿尔乔莫夫卡河（俄语：Река Артёмовка），前称蚂蚁河（俄语：Река Майхе），是滨海边疆区的河流，源起锡霍特山脉普勒热瓦尔斯基山，长73公里，流域面积1460平方公里，在什科托沃镇西4公里处注入乌苏里湾，落差460米。森林占流域的74%，河道蜿蜒，最宽30米。流域内耕地不足5%，约有90个小湖泊，总面积4.16平方公里。1972年更为现名。1978年，在河上建设了阿尔乔莫夫水库，容水量118百万立方米。

## 引用
1. ↑  А·П·穆拉诺夫. . 列宁格勒: 气象出版社. 1966 （俄语）.
2. ↑  . 列宁格勒: 气象出版社 （俄语）.
3. ↑  Т·А·基谢尔科瓦娅. . 列宁格勒: 气象出版社. 1977 （俄语）.
4. ↑   (PDF). www.vladcity.com. （原始内容 (PDF)存档于2011-07-17）.